# Солнце (пасьянс)
Пасьянс «Солнце» — пасьянс из двух полных колод по 52 карты. Раскладывается в три стадии. По классификации Н.Ю.Розалиева и В.Н.Синельченко относится к декоративным пасьянсам.

## Раскладка пасьянса

### Первая стадия: «Восход Солнца»
Перетасовываются две колоды. Из них выкладывают 13 карт полукругом, образуя основания «солнечных лучей» (см. рисунок).

Начало раскладки пасьянса «Солнце»

Базовыми картами являются четыре туза разных мастей и четыре короля также разных мастей. По мере выхода базовых карт их кладут в центральную часть «солнца». На базы собирают карты по масти: на тузах — в восходящем порядке (2, 3, 4, ... дама, король), а на королях — в нисходящем (дама, валет, 10, ... 2, туз). 
В приведённом примере из дуги можно переложить в базовый ряд тузов один из двух трефовых тузов, на него трефовую двойку; в ряд королей — бубнового короля и на него бубновую даму.
После всех возможных перекладок из первой дуги, из колоды выкладывают вторую дугу также из 13 карт, удлиняя каждый луч (включая пустые) на одну карту.
Игровой (свободной) картой каждого луча является крайняя, дальняя от центра. Если она подходит для перекладки в базовый ряд тузов или королей, её можно туда переложить. Взятая из луча карта освобождает следующую, лежавшую под ней.
Также разрешено перемещать подходящие по номиналу карты между базами — из ряда тузов в ряд королей или наоборот, чтобы положить на базу подходящую свободную карту из луча.
Выкладывание дуг, т.е. наращивание лучей, повторяется 8 раз, пока не исчерпается вся колода. После выкладки каждой дуги подходящие свободные карты перемещаются в базовые ряды.
Теоретически возможно, но крайне маловероятно, чтобы пасьянс сошёлся уже на первой стадии. Обычно требуются вторая и третья стадии.

### Вторая стадия: «Солнце играет»
На данной стадии игровыми становятся не только концевые карты каждого луча, но и все карты каждого из поочерёдно рассматриваемых лучей, начиная с первого. В уже рассмотренном луче игровой остаётся только верхняя карта. Перекладка карт в базовые ряды продолжается по прежним правилам.
Если пасьянс не сходится на второй стадии, переходят к третьей.

### Третья стадия: «Заход Солнца»
Карты первого луча, не тасуя, собирают в пачку, переворачивают картинкой вниз (снизу в пачке будет верхняя карта луча) и раскпадывают по одной на 2-й, 3-й и последующие лучи, включая и пустые (полностью разобранные). Таким образом эти карты становятся верхними в лучах, т.е. игровыми. Подходящие игровые карты перемещают в базовые ряды.
Так же поступают с картами второго, третьего и т.д. лучей. 
Если при раскладке карт какого-либо луча не хватает лучей справа от него, оставшиеся карты кладут в ряд картинкой вверх рядом с «солнцем». В каждой «туче» игровыми являются две крайние карты — первая и последняя.
Если не все «тучи» удалось разобрать, «ветер» сбивает все тучи в одну: оставшиеся карты собирают, тасуют и раскладывают в ряд. Эта «туча» разбирается по такому же правилу: игровые карты — две крайние. Если же и в этом случае не удаётся собрать все карты в базовых рядах, то пасьянс не сошёлся.

## Варианты правил
- Исключается вторая стадия «Солнце играет»[2].
- Есть вариант, где исключается также и третья стадия «Заход солнца» — пасьянс раскладывается в одну стадию[3], но как отмечено выше, при этом  он сходится крайне редко.
- В качестве базовых карт используются восемь тузов, карты на все базы собираются только в восходящем порядке.